# Cumulopuntia galerasensis
Cumulopuntia galerasensis là một loài thực vật có hoa trong họ Cactaceae. Loài này được F.Ritter mô tả khoa học đầu tiên năm 1981.